# Alarmgeber

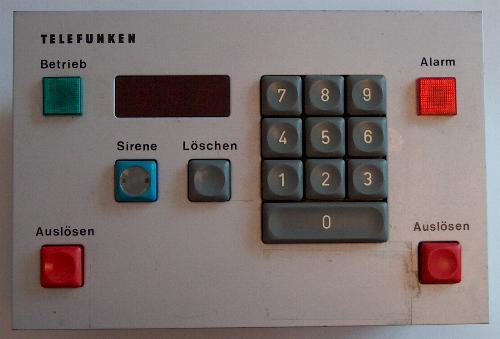
Analoger Alarmgeber

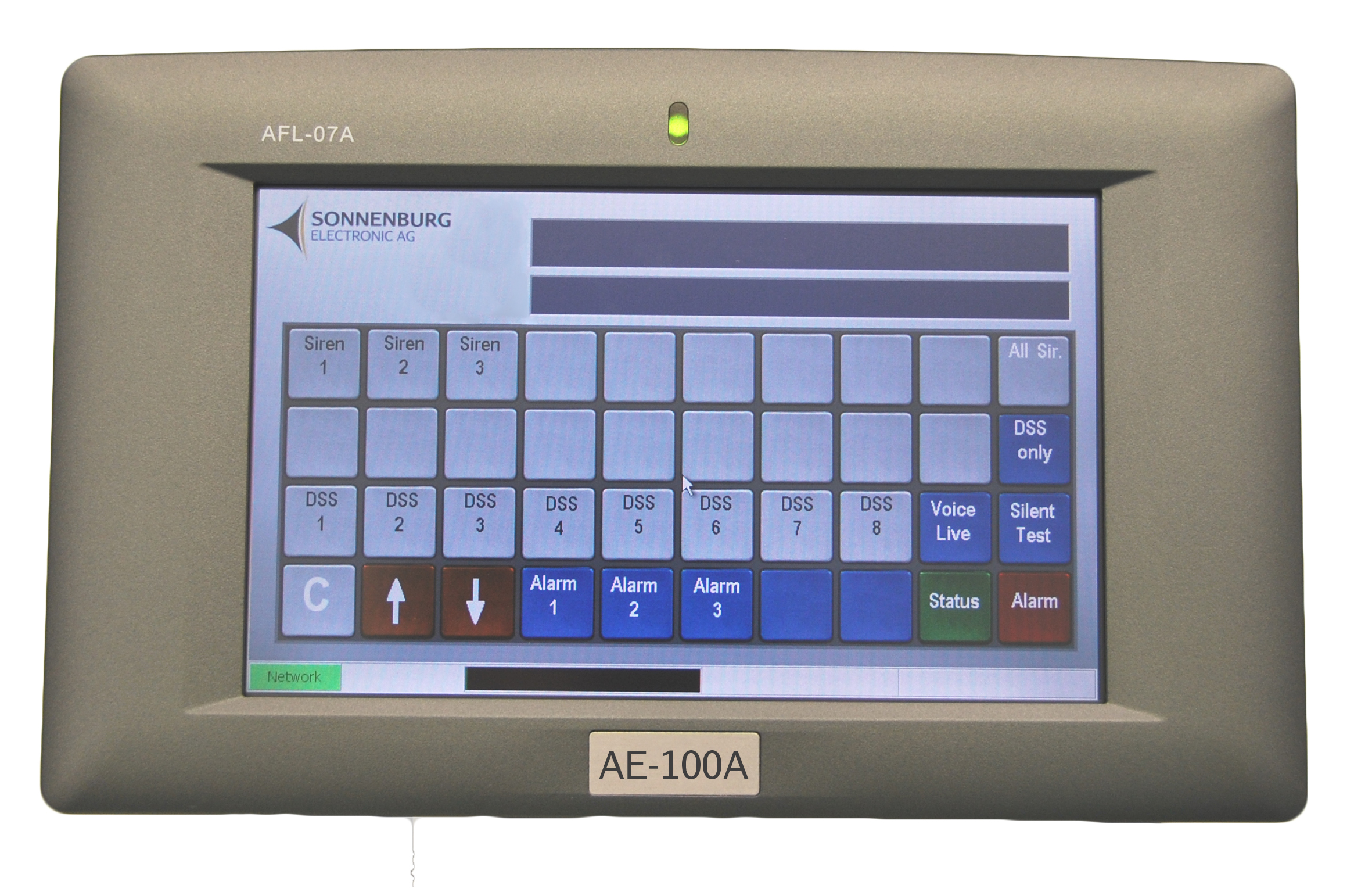
Alarmierungseinheit von SONNENBURG

Ein Alarmgeber ist ein Zusatzgerät zu einer Funkanlage, welche kodierte Signale in Form von Fünftonfolgen oder digitalen Datentelegrammen (DAG, Digitaler Alarmgeber) ausgeben, welche per Funk versandt werden. Diese Fünftonfolge beziehungsweise das Datentelegramm aktiviert den betriebsbereiten Funkmeldeempfänger, etwa von Feuerwehrangehörigen oder Katastrophenschutzkräften. Werden zusätzlich zur Fünftonfolge noch bestimmte Doppeltöne ausgestrahlt, kann im Einsatzort die Sirene eingeschaltet werden, z. B. für Feueralarm.
Solche Alarmgeber existieren als separate Einzelgeräte oder als Programme zur Verwendung auf PCs. Als eigenständiges Alarmierungsgerät kann ein Alarmgeber bei kleineren Sirenensystemen den Leitstellenrechner ersetzen. In Systemen mit Leitstellenrechner dient die Alarmierungseinheit als zusätzliche Alarmierungsstelle bzw. als Rückfallebene bei ausgefallenem Leitstellenrechner z. B. wenn Wartungsarbeiten am Rechner durchgeführt werden. Folglich können Einsatzkräfte trotz Wartungsarbeiten am Rechner alarmiert werden.
Alarmgeber werden vor allem im BOS-Funk zur Alarmierung von Einsatzkräften verwendet, sie haben sich aber beispielsweise auch für Anrufe im CB-Funk bewährt.